# Balási-kastély (Kászonimpér)
Kászonimpér jellegzetes késő barokk épülete a Balási-kastély a falu nyugati részében a Vizága nevű tízes területén látható. Az emeletes udvarház Románia műemlékeinek hivatalos jegyzékében a HR-II-m-B-12846 sorszámon szerepel.

## Története
A falu első írásos említése az 1333. évi pápai tizedjegyzékében Kazun, Kasim név alakban, 1567-ben pedig Imperffalwa néven szerepelt.
„Kászonszék a Bornemisza és Balázsi családok ősi fészke, mindkét családból sok jeles egyén került ki"
- Orbán Balázs: A Székelyföld leírása
A 17. század második felében két család emelkedett ki a helyi társadalomból: a kászonimpéri Bornemisza (eredetileg Csutak, majd Kászoni nevet viseltek) illetve a kászonimpéri Balási família.
A kászonimpéri kastély 1833-ban épült a család legjelentősebb tagja, Balási (III.) József (1778-1855) királyi ítélőtáblai bíró megrendelésére. A tulajdonos  a helyi közösségben nagy megbecsülésnek örvendő családból származott, ősei sok generációra visszamenőleg Kászonszék elöljárói voltak.
Balási (III.) József 1798-tól a Gubernium írnoka volt, majd a következő évben kászoni ülnökké is megválasztották, mely tisztségét 1809-ig töltötte be. 
1810-ben került Kászonszék élére, ezen tisztét közel 23 éven keresztül látta el. 1832-ben a marosvásárhelyi királyi ítélőtábla bírája lett, ugyanakkor 1828-1841 között építtető biztosként Csíkszék székházának, a Pretóriumnak az építését irányította. 
Pályája csúcsát 1841 novemberében érte el, amikor megkapta kinevezését Csíkszék   főkirálybírói tisztségére.  Főtiszti állását 1849-ig tölthette be.
Az igazságszolgáltatás és a közigazgatás területén szerzett érdemeit 1843-ban V. Ferdinánd magyar király címeres nemeslevél adományozásával ismerte el.
Balási József halálát követően, a 19. század második felében a kászonimpéri kastély és a hozzá tartozó birtok legkisebb fia, Balási Lajos (1826-1898) tulajdonában volt. Mivel közvetlen leszármazott nélkül halt meg, halálát követően a család különböző ágai felosztották egymás között a birtokot.
A Balási család tagjai évszázadokon át gyakran voltak széki  tisztségviselők, ügyvédek, bírák. Az összegyűlt hivatalos iratok, okmányok részben a család érkörtvélyesi ágához kerültek, részben Kászonban maradtak. A  II. világháború idején mindkét iratanyag elpusztult. 
A megrongálódott kastélyt az 1970-es években állították helyre, felújítási munkálatokat   épület bérlőjének megbízásából a későbbiekben  is végeztek.
Balási (VII.) József (1915-2004) halála előtt a kastélyt az Erdélyi Római Katolikus  Főegyházmegyére hagyományozta.
Böjte Csaba ferences szerzetes gyermekmentő alapítványa 30 évre vette bérbe az épületet, amelyben gyermekotthont működtet.

## Leírása
A kászonimpéri kastély késő barokk stílusban épült. A munkálatokat bécsi mesterek irányításával, kászoni szakemberek végezték.
Az épület kívül-belül szimmetrikus kialakítású: a héttengelyes hosszanti homlokzatok központi, meghatározó eleme a déli oldalon a háromosztatú, árkádos erkély, valamint az északi oldalon lévő háromosztatú főbejárat. Ugyanakkor megfigyelhetőek a hosszanti homlokzatok copf stílusú, ión fejezetes pilaszterei, továbbá az egyszerűbb kialakítású lizénák és rusztikázott vakolatsávok is.
Az ablakok egyenes záródásúak, az oldalhomlokzatok, illetve a főhomlokzatok szélső ablakait egyszerűbb, a középsőket gazdag, félköríves vakolatdíszek keretezik. A kastély két lakószintjét az épületet körülfonó  övpárkány választja el egymástól.
Az épület csonkakontyos tetőzetén két feliratos kémény is látható, amelyeken az építkezés  befejezésének évét örökítették meg: egyiken az ANNO szó, a másikon az 1833 évszám olvasható.
Az emelet kivételével minden más helyiség mennyezete boltozatos, a belső folyosó árkádos.  Az emeleti nagyteremben volt a könyvtár és a fegyvertár. A Balási kúriában őrzött levéltárat a két világháború elpusztította, míg a lakosok családi levéltárai az 1944. szeptember elsejei német gyújtóbombáknak, majd a többhetes harcnak estek áldozatul.
A műemlék épületet az 1970-es években kezdték helyreállítani, majd a későbbiekben is végeztek felújítási munkálatokat. Az impozáns késő barokk stílusú kastélyban jelenleg múzeum is működik.